# Протичовновий ракетний комплекс

Типова схема роботи протичовнового ракетного комплексу, в варіанті з глибинної ядерною бомбою і у варіанті з самонавідною торпедою

Протичовновий ракетний комплекс — система морської зброї, призначена для ураження підводних човнів. Містить: пускову установку, протичовнові ракети, комплекс виявлення підводних човнів та комплекс керування стрільбою. Комплекс апаратури виявлення підводних човнів може бути розміщений на окремому носії. Це може бути БЛА, вертоліт, літак, або самохідний чи буксирований підводний апарат.
Протичовнова ракета складається з ракетної частини та протичовнової торпеди. При досягненні заданої точки, торпеда відділяється від носія та приводнюється на парашуті, після чого здійснює пошук підводного човна за допомогою власної головки самонаведення. У роки Холодної війни здійснювалося також оснащення ракето-торпед ядерною бойовою частиною.
Поява протичовнових ракетних комплексів була викликана швидким поступом у розвитку підводних човнів, внаслідок якого підводна швидкість субмарин стала порівнянною зі швидкістю протичовнових надводних кораблів, що робило скрутним зближення з ворожим підводним човном. Розробка таких комплексів велася у США, Великій Британії, Франції та колишньому СРСР. Разом з тим, протичовнові ракето-торпеди могли застосовуватися з підводних човнів та авіаційних носіїв.

## Історія
Глибинні бомби була найбільш ранньою зброєю, призначеною для використання надводними кораблями для захисту від підводних човнів. Ці бомби випускалися кораблями на території ймовірного знаходження підводного човна супротивника.
Під час холодної війни, були розроблені ракети, які дозволяли кораблям з великої відстані вести вогонь по підводній цілі.

## Порівняльні характеристики
| Порівняльні ТТХ протичовнових ракетних комплексів |              |                             |             |                         |           |                |                 |                |                 |
| Характеристики                                    | ASROC        | Ikara                       | Malafon     | Milas                   | «Водопад» | «Хуртовина»    | «Медведка»      | «Раструб-Б»    | «Калібр»        |
| Держава                                           | США          | Велика Британія · Австралія | Франція     | Італія                  | СРСР      | СРСР           | СРСР            | СРСР           | Росія           |
| Дальність стрільби, км                            | 28           | 20 — 24                     | 18          | 65                      | 37        | 35             | 20,5            | 55             | 50              |
| Швидкість ракети, м/с                             | > 330        | 200                         | 140 — 200   | 270                     | ?         | ?              | ?               | 300            | > 700           |
| Маса ракети, кг                                   | 633          | 300 — 310 (без торпеди)     | 1480        | 800                     | 1800      | 2445           | 800             | 4000           | 2100            |
| Бойова частина                                    | Торпеда Mk46 | Торпеда Mk46                | Торпеда L-4 | Торпеда MU-90 або A-290 | Ядерна    | Торпеда УМГТ-1 | Торпеда МПТ-1УЕ | Торпеда УМГТ-1 | Торпеда АПР-3МЕ |

## Галерея

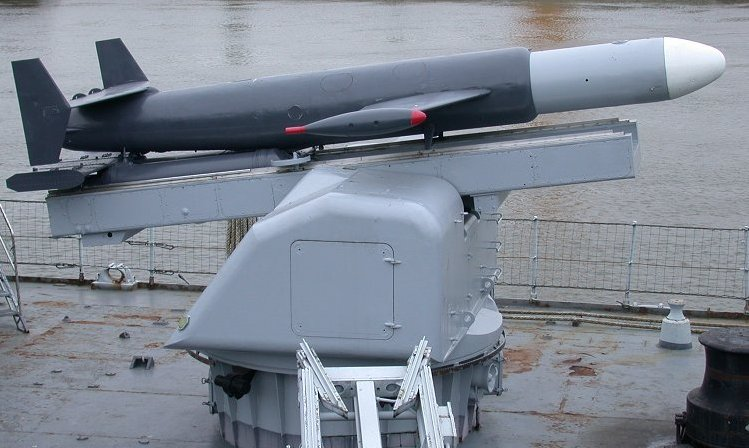
Malafon
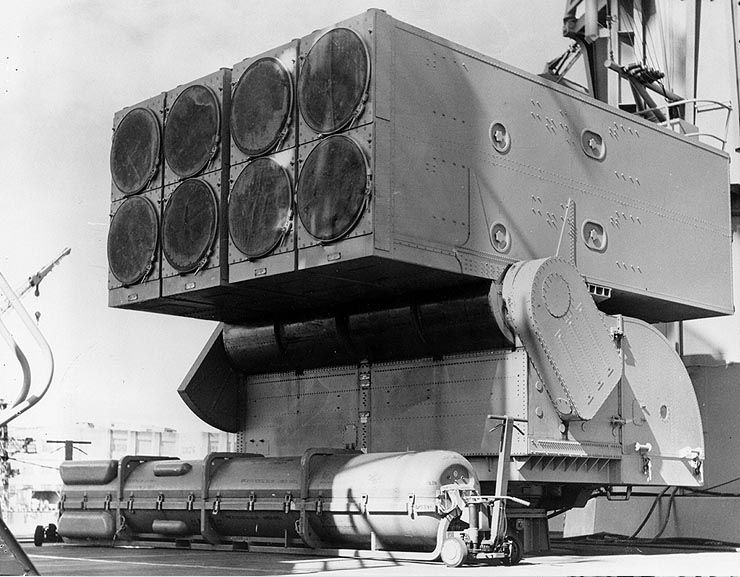
RUR-5 ASROC
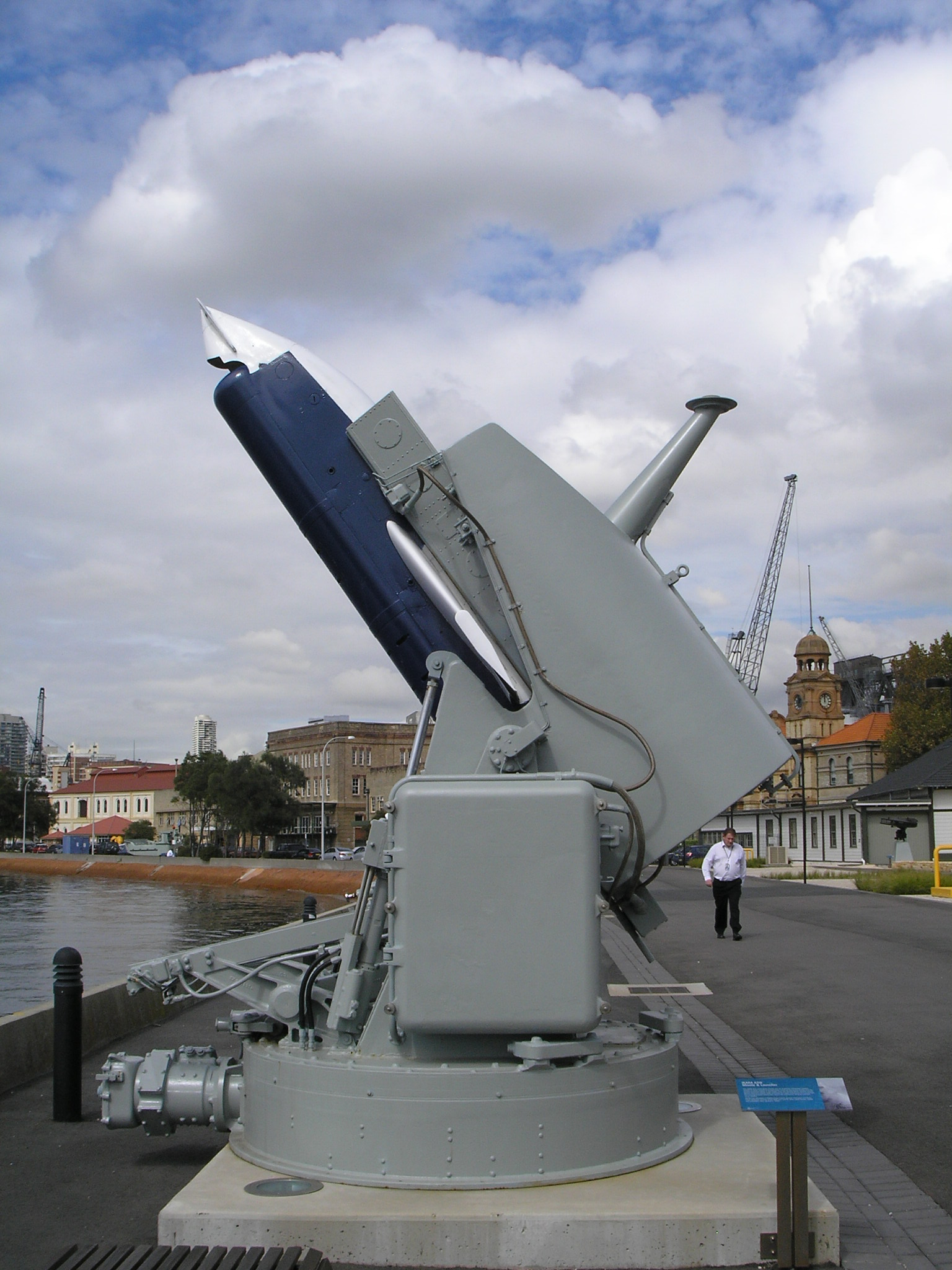
Ikara